# Zeschdorf
Zeschdorf ist eine Gemeinde im Landkreis Märkisch-Oderland in Brandenburg und Teil des Amtes Lebus.

## Geografie
Zur Gemeinde gehören Naturschutzgebiete wie das Treplin-Alt-Zeschdorfer Fließtal sowie einige Landschaftsschutzgebiete.

## Gemeindegliederung
Für die Gemeinde Zeschdorf sind drei Ortsteile ausgewiesen:
- Alt Zeschdorf mit den bewohnten Gemeindeteilen Alt Zeschdorf, Hohenjesar und Neuzeschdorf
- Döbberin
- Petershagen, im Südwesten, vom übrigen Gemeindegebiet getrennt

Hinzu kommen die Wohnplätze Ausbau, Herrenmühle und Luisenberg.

## Geschichte
Alt Zeschdorf, Döbberin und Petershagen gehörten seit 1817 zum Kreis Lebus in der Provinz Brandenburg und ab 1952 zum Kreis Seelow im DDR-Bezirk Frankfurt (Oder). Seit 1993 liegen die Orte im brandenburgischen Landkreis Märkisch-Oderland.
Zeschdorf entstand am 31. Dezember 1997 aus dem freiwilligen Zusammenschluss der bis dahin selbstständigen Gemeinden Alt Zeschdorf, Döbberin und Petershagen.

## Bevölkerungsentwicklung
| Jahr | Alt-Zeschdorf | Döbberin | Petershagen |      | Jahr  | Zeschdorf |      | Jahr  | Zeschdorf |
| ---- | ------------- | -------- | ----------- | ---- | ----- | --------- | ---- | ----- | --------- |
| 1939 | 488           | 184      | 382         | 1997 | 1 336 |           | 2021 | 1 256 |           |
| 1946 | 684           | 215      | 521         | 2000 | 1 407 |           | 2022 | 1 279 |           |
| 1950 | 930           | 236      | 559         | 2005 | 1 451 |           | 2023 | 1 258 |           |
| 1971 | 762           | 296      | 475         | 2010 | 1 347 |           | 2024 | 1 248 |           |
| 1990 | 773           | 171      | 328         | 2015 | 1 242 |           |      |       |           |
| 1995 | 728           | 156      | 316         | 2020 | 1 236 |           |      |       |           |
| 1996 | 752           | 166      | 328         |      |       |           |      |       |           |

Gebietsstand des jeweiligen Jahres, Einwohnerzahl: Stand 31. Dezember (ab 1991), ab 2011 auf Basis des Zensus 2011, ab 2022 auf Basis des Zensus 2022

## Politik

### Gemeindevertretung
Die Gemeindevertretung von Zeschdorf besteht aus zehn Gemeindevertretern und der ehrenamtlichen Bürgermeisterin. Die Kommunalwahl am 9. Juni 2024 führte bei einer Wahlbeteiligung von 77,0 % zu folgendem Ergebnis:
| Partei / Wählergruppe             | Stimmenanteil 2019 | Sitze 2019 |        | Stimmenanteil 2024 | Sitze 2024 |
| --------------------------------- | ------------------ | ---------- | ------ | ------------------ | ---------- |
| Zusammen für eine starke Gemeinde | –                  | –          | 50,3 % | 6                  |            |
| SPD                               | 37,6 %             | 4          | 17,7 % | 2                  |            |
| AfD                               | 12,2 %             | 1          | 14,9 % | 1                  |            |
| CDU                               | 08,0 %             | 1          | 10,7 % | 1                  |            |
| Einzelbewerber Frank Fries        | 08,8 %             | 1          | 06,4 % | –                  |            |
| Die Linke                         | 22,0 %             | 2          | –      | –                  |            |
| Einzelbewerber Ronny Conrad       | 06,3 %             | 1          | –      | –                  |            |
| Einzelbewerber Vorwerk            | 05,0 %             | –          | –      | –                  |            |
| Insgesamt                         | 100 %              | 10         | 100 %  | 10                 |            |

### Bürgermeister
- 1998–2003: Gerd Börnert[10]
- 2003–2019: Margot Franke (SPD)[11]
- 2019–2024: Uwe Köcher (SPD)
- seit 2024: Helke Baltz (Wählergruppe „Zusammen für eine starke  Gemeinde“)

Köcher wurde in der Bürgermeisterwahl am 26. Mai 2019 ohne Gegenkandidat mit 70,2 % der gültigen Stimmen gewählt.
Am 9. Juni 2024 wurde Baltz gegen den Amtsinhaber Köcher mit 55,9 % der gültigen Stimmen zu seiner Nachfolgerin gewählt. Ihre Amtszeit beträgt fünf Jahre.

### Wappen
| Wappen von Zeschdorf | Blasonierung: „Von Blau und Grün durch eine eingebogene goldene Spitze zum Schildhaupt gespalten, belegt vorne mit einem silbernen Wellenpfahl, hinten pfahlweise mit einer silbernen Rosenhecke und unten mit einer schwarzen Ameise.“ |
| Wappen von Zeschdorf | Das Wappen wurde vom Heraldiker Uwe Reipert gestaltet und am 13. März 2001 durch das Ministerium des Innern genehmigt. |

### Flagge
„Die Flagge ist Grün - Gelb (1:1) gestreift und mittig mit dem Gemeindewappen belegt.“

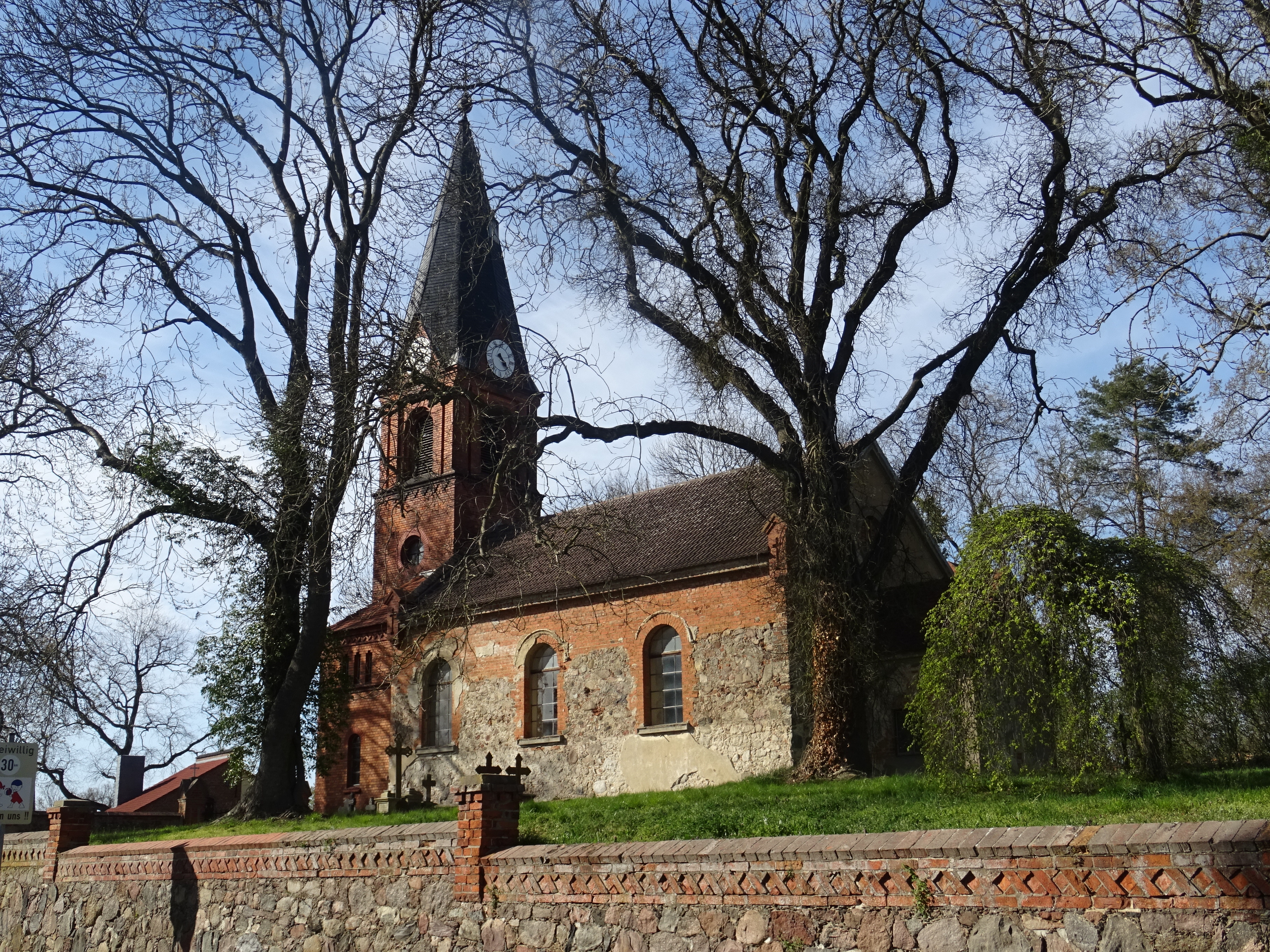
Dorfkirche Döbberin

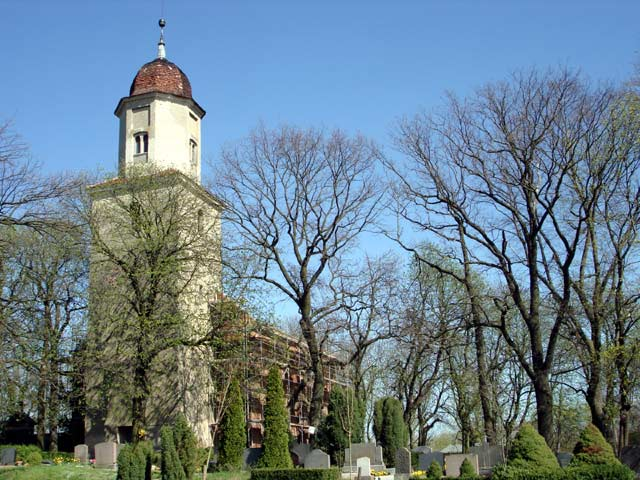
Dorfkirche Hohenjesar

## Sehenswürdigkeiten
In der Liste der Baudenkmale in Zeschdorf stehen die in der Denkmalliste des Landes Brandenburg eingetragenen Baudenkmale.
- Die Dorfkirche Döbberin ist ein romanisierter Backsteinbau, der vermutlich im 16. oder 17. Jahrhundert entstand. 1779 kam der Westturm hinzu; 1905 erfolgte eine Sanierung des Bauwerks. Im Innern befindet sich unter anderem eine Orgel von Wilhelm Sauer aus dem Jahr 1875.
- Die Dorfkirche Hohenjesar ist eine Saalkirche, die in den Jahren 1721 bis 1723 unter dem Kirchenpatronat der Familie von Burgsdorff auf dem Fundament eines mittelalterlichen Vorgängerbaus entstand. Im Zweiten Weltkrieg wurde das Bauwerk stark beschädigt und verfiel in den darauffolgenden Jahrzehnten. Zwar konnte die Kirchengemeinde den Turm im Jahr 1965 instand setzen, das Dach wurde jedoch abgetragen und 2007 durch ein Notdach ersetzt. Seit Anfang des 21. Jahrhunderts bemüht sich ein Heimatverein um die Sanierung.

## Verkehr
Durch den Ortsteil Petershagen führt die Bundesstraße 5 von Berlin nach Frankfurt (Oder).

## Persönlichkeiten
- Reinhard Bredow (1872–1945), Politiker (NSDAP), geboren in Hohenseedorf (ab 1934 Alt Zeschdorf)